# Kristian Madsen
Mads Kristian Madsen (-Krogshede) (Bøvling, 1893. február 12. – Holstebro, 1988. március 10.) olimpiai ezüstérmes dán tornász.
Az 1920. évi nyári olimpiai játékokon indult tornában és a svéd rendszerű csapat összetettben ezüstérmes lett.
Klubcsapata a DDS&G's Hold volt.